# Georgette Jean
Pour les articles homonymes, voir Jean.
Georgette Jean est une lutteuse libre française née le 26 juin 1954.
Elle est double championne du monde en 1987 et en 1989 dans la catégorie des moins de 70 kg.

## Palmarès

### Championnats du monde
- Médaille d'or en lutte libre dans la catégorie des moins de 70 kg en 1989 à Martigny
- Médaille d'or en lutte libre dans la catégorie des moins de 70 kg en 1987 à Lørenskog

### Championnats d'Europe
- Médaille d'or en lutte libre dans la catégorie des moins de 70 kg en 1988 à Dijon